# Terzine
Een terzine (of terza rima of terzet, met name bij sonnet) is een gedicht of een strofe van een gedicht van drie regels.
De meest gebruikte voorbeelden van terzinen komen uit het werk De goddelijke komedie van Dante Alighieri (1265-1321). Sommige bronnen noemen Dante Alighieri ook als de uitvinder van deze dichtvorm.
In het volgende fragment uit Canto I ("Zang I") vertelt de dichter over het gevaar dat de ziel bedreigt wanneer wordt afgeweken van de juiste levensweg en de mens in een 'donker woud' terechtkomt. Merk de vorm van kettingrijm op: A B A - B C B - C D C enz.
Nel mezzo del cammin di nostra vita
mi ritrovai per una selva oscura
ché la diritta via era smarrita.
Ahi quanto a dir qual era è cosa dura
esta selva selvaggia e aspra e forte
che nel pensier rinova la paura!
Tant'è amara che poco è più morte;
ma per trattar del ben ch'i' vi trovai,
dirò de l'altre cose ch'i' v'ho scorte.
Io non so ben ridir com'i' v'intrai,
tant'era pien di sonno a quel punto
che la verace via abbandonai.
distichon (2 versregels) · terzine (3 versregels) · kwatrijn (4 versregels) · kwintijn (5 versregels) · stanza (5 of meer versregels) · sextet (6 versregels) · octaaf (8 versregels) · sonnet (specifieke dichtvorm bestaande uit 14 versregels) · vrije poëzie (zonder vaste dichtvorm)